# Honda FCX Clarity

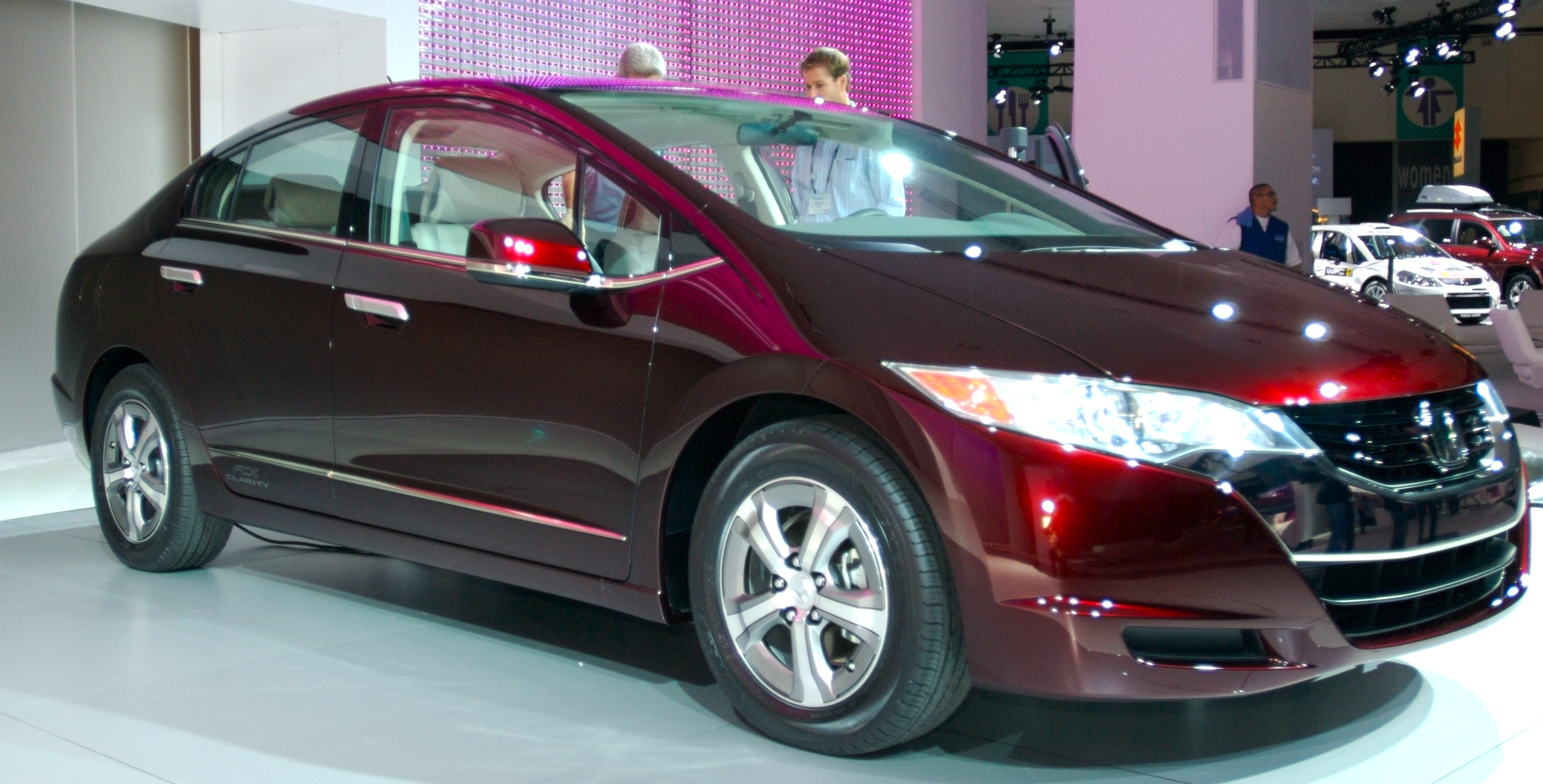
Honda FCX Clarity

De Honda FCX Clarity is een waterstofauto die wordt gemaakt door de Japanse fabrikant Honda. De auto is in de Verenigde Staten al op de markt. Omdat slechts op weinig plaatsen waterstof getankt kan worden, is de wagen tot nu toe nog geen groot verkoopsucces. De opvolger is de Clarity Fuel Cell, een sedan. Het is niet de bedoeling dat dit model in Nederland op de markt gebracht wordt. In Amerika is de auto onderdeel van een proefproject.
Huidige modellen België & Nederland:
Civic ·
CR-V ·
HR-V ·
e ·
Jazz ·
NSX
Overige modellen internationaal:
Life ·
Zest ·
N BOX ·
Acty ·
Vamos ·
Civic Hybrid ·
FCX Clarity ·
Freed ·
Stream ·
StepWGN ·
Odyssey ·
Elysion ·
Crosstour ·
Passport ·
Pilot ·
Ridgeline
Uit productie:
N ·
Z ·
Today ·
That's ·
T ·
TN ·
S ·
Beat ·
Logo ·
Capa ·
Mobilio ·
L ·
S-MX ·
Airwave ·
CRX ·
1300 ·
Quintet ·
Integra ·
Concerto ·
Domani ·
Prelude ·
Ascot ·
Avancier ·
FR-V ·
Shuttle ·
Inspire ·
Legend ·
HR-V ·
Crossroad ·
Element ·
Horizon ·
Tourmaster ·
S2000 ·
NSX